# Ильин, Григорий Маркелович
Григорий Маркелович Ильи́н (1895 — 1958) — директор Московского металлургического завода «Серп и молот».

## Биография
С 12-летнего возраста работал по найму.
Участник Гражданской войны.
С 1921 года работал на московском металлургическом заводе «Серп и Молот»: печник-каменщик мартеновских печей, помощник мастера, мастер мартеновских печей, с июня 1938 по май 1958 года. директор. Заочно окончил заводской техникум, затем институт.
Автор изобретений по улучшению конструкции печей, повышающих их стойкость.
Член ВКП(б) с 1930 года. Делегат XVIII конференции ВКП(б) (15 — 20.2.1941). Депутат ВС РСФСР (1938).
Умер 18 августа 1958 года. Похоронен в Москве на Новодевичьем кладбище.

## Награды и премии
- Сталинская премия первой степени (1949) — за разработку технологии и внедрение в металлургическую промышленность применения кислорода для интенсификации мартеновского процесса
- орден Ленина (26.03.1939) — за проявленные образцы стахановской работы
- орден Трудового Красного Знамени (1935) — за новаторство